# Krupanj
Krupanj (izvirno srbsko Крупањ) je mesto v Srbiji, ki je središče istoimenske občine; slednja pa je del Mačvanskega upravnega okraja.

## Demografija
V naselju živi 3826 polnoletnih prebivalcev, pri čemer je njihova povprečna starost 36,5 let (35,7 pri moških in 37,2 pri ženskah). Naselje ima 1565 gospodinjstev, pri čemer je povprečno število članov na gospodinjstvo 3,11.
To naselje je, glede na rezultate popisa iz leta 2002, večinoma srbsko, a v času zadnjih 3 popisov je opazen porast števila prebivalcev.
|  |

| Demografija | Demografija     | Demografija     |
| Leto        | Št. prebivalcev | Št. prebivalcev |
| ----------- | --------------- | --------------- |
|             |                 |                 |
|             |                 |                 |
|             |                 |                 |
|             |                 |                 |
| 1948        | 853             |                 |
| 1953        | 1085            |                 |
| 1961        | 1389            |                 |
| 1971        | 2479            |                 |
| 1981        | 3779            |                 |
| 1991        | 4795            | 4720            |
| 2002        | 5062            | 4912            |
|             |                 |                 |

| Etnična sestava po popisu iz leta 2002 | Etnična sestava po popisu iz leta 2002 | Etnična sestava po popisu iz leta 2002 | Etnična sestava po popisu iz leta 2002 | Etnična sestava po popisu iz leta 2002 |
| -------------------------------------- | -------------------------------------- | -------------------------------------- | -------------------------------------- | -------------------------------------- |
| Srbi                                   | Srbi                                   |                                        | 4.466                                  | 90,92%                                 |
| Muslimani                              | Muslimani                              |                                        | 286                                    | 5,82%                                  |
| Jugoslovani                            | Jugoslovani                            |                                        | 23                                     | 0,46%                                  |
| Črnogorci                              | Črnogorci                              |                                        | 15                                     | 0,30%                                  |
| Hrvati                                 | Hrvati                                 |                                        | 6                                      | 0,12%                                  |
| Bošnjaki                               | Bošnjaki                               |                                        | 3                                      | 0,06%                                  |
| Rusi                                   | Rusi                                   |                                        | 2                                      | 0,04%                                  |
| Madžari                                | Madžari                                |                                        | 2                                      | 0,04%                                  |
| Makedonci                              | Makedonci                              |                                        | 2                                      | 0,04%                                  |
| Ukrajinci                              | Ukrajinci                              |                                        | 1                                      | 0,02%                                  |
| Slovenci                               | Slovenci                               |                                        | 1                                      | 0,02%                                  |
| Romi                                   | Romi                                   |                                        | 1                                      | 0,02%                                  |
| Bolgari                                | Bolgari                                |                                        | 1                                      | 0,02%                                  |
| Neznano                                | Neznano                                |                                        | 45                                     | 0,91%                                  |